# Потерпевший
Потерпевший в праве — человек, права и интересы которого нарушены совершением в отношении него правонарушения или преступления.

## Уголовное право
В уголовном праве потерпевший рассматривается как своего рода одушевлённый предмет преступления, как человек, путём воздействия на тело которого совершается преступное посягательство. Признаки такого человека могут иметь уголовно-правовое значение, сходное со значением признаков предмета (например, при квалификации половых преступлений, преступлений против жизни и здоровья, а также при назначении наказания за совершённое преступление). Однако в таком случае обычно используется понятие «потерпевший», а не «предмет преступления». Н. Г. Иванов предлагает рассматривать человека в качестве предмета в случае, если воздействие осуществляется на его физическое тело, однако эта точка зрения не получила общего признания.

## Криминология
В криминологии признаки личности потерпевшего рассматриваются в рамках виктимологии — учения о свойствах личности и поведения, влияющих на вероятность стать жертвой преступления.

## Уголовный процесс
В уголовном процессе потерпевший рассматривается как представляющий сторону обвинения участник уголовного судопроизводства, интересам которого был причинён вред. Это не обязательно потерпевший в уголовно-правовом смысле: например, это может быть родственник убитого лица, либо лицо, у которого была украдена принадлежащая ему вещь (которая является предметом преступления). В некоторых странах, включая Россию, права родственников убитого в качестве потерпевших сделаны весьма значительными путём включения положений о том, что примирение с потерпевшим способно существенно уменьшить уголовный аспект. 
Уголовный процесс связывает получение статуса потерпевшего с определённой процессуальной формой в виде решения дознавателя, следователя или суда о признании лица потерпевшим.
Уголовно-процессуальное право признает потерпевшими как физических, так и юридических лиц.
Потерпевший наделяется определёнными процессуальными правами и обязанностями.
Потерпевший по делу частного обвинения (уголовного преследования) признается частным обвинителем.